# Cacosternum parvum
Cacosternum parvum is een kikkersoort uit de familie van de Pyxicephalidae. De soort werd voor het eerst wetenschappelijk beschreven door John C. Poynton in 1963, oorspronkelijk als een ondersoort van Cacosternum nanum.
Het is een vrij veel voorkomende kikkersoort in Zuid-Afrika, Lesotho en Swaziland. In tegenstelling tot de nauw verwante soort Cacosternum nanum komt ze enkel voor op grote hoogte, boven 1200 meter en tot minstens 2100 meter boven zeeniveau.Cacosternum parvum komt onder andere voor in de Drakensbergen.